# Trấn Lãi
Trấn Lãi (chữ Hán giản thể: 镇赉县) là một huyện thuộc địa cấp thị Bạch Thành, tỉnh Cát Lâm, Cộng hòa Nhân dân Trung Hoa. Huyện này có diện tích 5389 ki-lô-mét vuông, dân số 310.000 người. Mã số bưu chính là 137300. Chính quyền huyện đóng tại trấn Trấn Lãi. Về mặt hành chính, huyện này được chia thành 7 trấn, 8 hương và 2 hương dân tộc.
- Trấn: Trấn Lãi, Thản Đồ, Đông Bình, Đại Đồn, Đáo Bảo, Duyên Giang, Ngũ Khỏa Thụ.
- Hương: Đơn Đại, Xá Đài, Hắc Ngư Phao, Thắng Lợi, Bảo Dân, Kiến Bình, Tát Thập Căn, Anh Hoa.
- Hương dân tộc Mông Cổ Cát Thổ Khí, hương dân tộc Mông Cổ Mô Mô Cách.

## Khí hậu
| Dữ liệu khí hậu của Trấn Lãi, elevation 141 m (463 ft), (1991–2020 normals, extremes 1981–2010) | Dữ liệu khí hậu của Trấn Lãi, elevation 141 m (463 ft), (1991–2020 normals, extremes 1981–2010) | Dữ liệu khí hậu của Trấn Lãi, elevation 141 m (463 ft), (1991–2020 normals, extremes 1981–2010) | Dữ liệu khí hậu của Trấn Lãi, elevation 141 m (463 ft), (1991–2020 normals, extremes 1981–2010) | Dữ liệu khí hậu của Trấn Lãi, elevation 141 m (463 ft), (1991–2020 normals, extremes 1981–2010) | Dữ liệu khí hậu của Trấn Lãi, elevation 141 m (463 ft), (1991–2020 normals, extremes 1981–2010) | Dữ liệu khí hậu của Trấn Lãi, elevation 141 m (463 ft), (1991–2020 normals, extremes 1981–2010) | Dữ liệu khí hậu của Trấn Lãi, elevation 141 m (463 ft), (1991–2020 normals, extremes 1981–2010) | Dữ liệu khí hậu của Trấn Lãi, elevation 141 m (463 ft), (1991–2020 normals, extremes 1981–2010) | Dữ liệu khí hậu của Trấn Lãi, elevation 141 m (463 ft), (1991–2020 normals, extremes 1981–2010) | Dữ liệu khí hậu của Trấn Lãi, elevation 141 m (463 ft), (1991–2020 normals, extremes 1981–2010) | Dữ liệu khí hậu của Trấn Lãi, elevation 141 m (463 ft), (1991–2020 normals, extremes 1981–2010) | Dữ liệu khí hậu của Trấn Lãi, elevation 141 m (463 ft), (1991–2020 normals, extremes 1981–2010) | Dữ liệu khí hậu của Trấn Lãi, elevation 141 m (463 ft), (1991–2020 normals, extremes 1981–2010) |
| Tháng                                                                                           | 1                                                                                               | 2                                                                                               | 3                                                                                               | 4                                                                                               | 5                                                                                               | 6                                                                                               | 7                                                                                               | 8                                                                                               | 9                                                                                               | 10                                                                                              | 11                                                                                              | 12                                                                                              | Năm                                                                                             |
| ----------------------------------------------------------------------------------------------- | ----------------------------------------------------------------------------------------------- | ----------------------------------------------------------------------------------------------- | ----------------------------------------------------------------------------------------------- | ----------------------------------------------------------------------------------------------- | ----------------------------------------------------------------------------------------------- | ----------------------------------------------------------------------------------------------- | ----------------------------------------------------------------------------------------------- | ----------------------------------------------------------------------------------------------- | ----------------------------------------------------------------------------------------------- | ----------------------------------------------------------------------------------------------- | ----------------------------------------------------------------------------------------------- | ----------------------------------------------------------------------------------------------- | ----------------------------------------------------------------------------------------------- |
| Cao kỉ lục °C (°F)                                                                              | 4.2 (39.6)                                                                                      | 11.8 (53.2)                                                                                     | 23.4 (74.1)                                                                                     | 32.7 (90.9)                                                                                     | 39.3 (102.7)                                                                                    | 40.0 (104.0)                                                                                    | 38.0 (100.4)                                                                                    | 36.9 (98.4)                                                                                     | 33.9 (93.0)                                                                                     | 28.8 (83.8)                                                                                     | 18.6 (65.5)                                                                                     | 6.7 (44.1)                                                                                      | 40.0 (104.0)                                                                                    |
| Trung bình ngày tối đa °C (°F)                                                                  | −9.5 (14.9)                                                                                     | −3.7 (25.3)                                                                                     | 5.0 (41.0)                                                                                      | 15.2 (59.4)                                                                                     | 22.8 (73.0)                                                                                     | 27.5 (81.5)                                                                                     | 29.1 (84.4)                                                                                     | 27.5 (81.5)                                                                                     | 22.4 (72.3)                                                                                     | 13.4 (56.1)                                                                                     | 0.9 (33.6)                                                                                      | −8.2 (17.2)                                                                                     | 11.9 (53.4)                                                                                     |
| Trung bình ngày °C (°F)                                                                         | −16.3 (2.7)                                                                                     | −11.0 (12.2)                                                                                    | −2.0 (28.4)                                                                                     | 8.3 (46.9)                                                                                      | 16.3 (61.3)                                                                                     | 21.7 (71.1)                                                                                     | 24.1 (75.4)                                                                                     | 22.1 (71.8)                                                                                     | 15.8 (60.4)                                                                                     | 6.7 (44.1)                                                                                      | −5.2 (22.6)                                                                                     | −14.3 (6.3)                                                                                     | 5.5 (41.9)                                                                                      |
| Tối thiểu trung bình ngày °C (°F)                                                               | −21.8 (−7.2)                                                                                    | −17.5 (0.5)                                                                                     | −9.0 (15.8)                                                                                     | 0.9 (33.6)                                                                                      | 9.4 (48.9)                                                                                      | 15.8 (60.4)                                                                                     | 19.1 (66.4)                                                                                     | 16.9 (62.4)                                                                                     | 9.5 (49.1)                                                                                      | 0.7 (33.3)                                                                                      | −10.4 (13.3)                                                                                    | −19.4 (−2.9)                                                                                    | −0.5 (31.1)                                                                                     |
| Thấp kỉ lục °C (°F)                                                                             | −37.7 (−35.9)                                                                                   | −38.0 (−36.4)                                                                                   | −22.6 (−8.7)                                                                                    | −9.9 (14.2)                                                                                     | −3.0 (26.6)                                                                                     | 2.5 (36.5)                                                                                      | 9.1 (48.4)                                                                                      | 6.9 (44.4)                                                                                      | −3.1 (26.4)                                                                                     | −19.7 (−3.5)                                                                                    | −27.3 (−17.1)                                                                                   | −34.6 (−30.3)                                                                                   | −38.0 (−36.4)                                                                                   |
| Lượng Giáng thủy trung bình mm (inches)                                                         | 1.8 (0.07)                                                                                      | 2.3 (0.09)                                                                                      | 4.9 (0.19)                                                                                      | 16.4 (0.65)                                                                                     | 37.0 (1.46)                                                                                     | 84.2 (3.31)                                                                                     | 115.5 (4.55)                                                                                    | 69.7 (2.74)                                                                                     | 41.0 (1.61)                                                                                     | 13.7 (0.54)                                                                                     | 4.5 (0.18)                                                                                      | 4.0 (0.16)                                                                                      | 395 (15.55)                                                                                     |
| Số ngày giáng thủy trung bình (≥ 0.1 mm)                                                        | 3.1                                                                                             | 2.1                                                                                             | 3.0                                                                                             | 4.1                                                                                             | 7.7                                                                                             | 11.3                                                                                            | 12.0                                                                                            | 9.7                                                                                             | 7.3                                                                                             | 4.3                                                                                             | 3.6                                                                                             | 4.3                                                                                             | 72.5                                                                                            |
| Số ngày tuyết rơi trung bình                                                                    | 4.5                                                                                             | 2.7                                                                                             | 3.8                                                                                             | 1.3                                                                                             | 0                                                                                               | 0                                                                                               | 0                                                                                               | 0                                                                                               | 0                                                                                               | 0.9                                                                                             | 4.1                                                                                             | 5.8                                                                                             | 23.1                                                                                            |
| Độ ẩm tương đối trung bình (%)                                                                  | 61                                                                                              | 51                                                                                              | 42                                                                                              | 39                                                                                              | 46                                                                                              | 60                                                                                              | 72                                                                                              | 73                                                                                              | 63                                                                                              | 53                                                                                              | 56                                                                                              | 62                                                                                              | 57                                                                                              |
| Số giờ nắng trung bình tháng                                                                    | 208.3                                                                                           | 226.5                                                                                           | 269.6                                                                                           | 263.8                                                                                           | 283.8                                                                                           | 273.9                                                                                           | 267.1                                                                                           | 269.8                                                                                           | 258.8                                                                                           | 234.2                                                                                           | 193.8                                                                                           | 185.6                                                                                           | 2.935,2                                                                                         |
| Phần trăm nắng có thể                                                                           | 74                                                                                              | 77                                                                                              | 73                                                                                              | 65                                                                                              | 61                                                                                              | 58                                                                                              | 57                                                                                              | 62                                                                                              | 70                                                                                              | 70                                                                                              | 69                                                                                              | 69                                                                                              | 67                                                                                              |
| Nguồn: China Meteorological Administration                                                      |                                                                                                 |                                                                                                 |                                                                                                 |                                                                                                 |                                                                                                 |                                                                                                 |                                                                                                 |                                                                                                 |                                                                                                 |                                                                                                 |                                                                                                 |                                                                                                 |                                                                                                 |